# Arthur Vicars
Arthur Vicars (Leamington Spa, 27 luglio 1862 – Listowel, 14 aprile 1921) è stato un genealogista inglese.

## Biografia
Era il figlio del colonnello Henry Vicars, e di sua moglie, Jane Gun-Cunninghame. Quello era il secondo matrimonio di sua madre, in quanto in prime nozze sposò Pierce O'Mahony da cui ebbe due figli. Arthur era molto attaccato ai suoi fratellastri irlandesi e passò molto tempo alle loro residenze. Completò la sua formazione presso la Magdalen College School, Oxford e la Bromsgrove School quando si trasferì permanentemente in Irlanda.

## Carriera
Rapidamente sviluppò un interesse in materia araldica e genealogica e fece diversi tentativi per lavorare per l'Ulster King of Arms. Nel 1891 fu uno dei membri fondatori della County Kildare Archaeological Society e rimase suo segretario onorario fino alla sua morte. È stato anche membro onorario della Society of Antiquaries ed un fiduciario della National Library of Ireland.
Nel 1897 pubblicò An Index to the Prerogative Wills of Ireland 1536-1810, una raccolta di testamenti di quel periodo. Questo lavoro divenne molto prezioso per genealogisti dopo la distruzione del materiale di base per il libro nel 1922 quando fu distrutto il Public Record Office all'inizio della guerra civile irlandese.
La carriera di Vicars era molto distinta fino al 1907, quando è stato colpito dallo scandalo del furto dei gioielli della corona irlandese. Come Cancelliere dell'ordine di San Patrizio, Vicars avevano la custodia delle insegne dell'ordine, anche conosciuto come i "gioielli della corona". Vennero rubati il 6 luglio, e fu istituita una commissione nel gennaio 1908, per indagare sul furto. Le conclusioni della commissione sono state pubblicate il 25 gennaio 1908 e Vicars è stato licenziato come Ulster cinque giorni più tardi.
Il 23 novembre 1912, il Daily Mail pubblicò false accuse contro Vicars. La sostanza dell'articolo era che Vicars avevano consentito a una donna, che ha riferito di essere la sua amante, di ottenere una copia della chiave per la cassaforte e che lei era fuggita a Parigi con i gioielli. Nel luglio 1913 Vicars citò la rivista per diffamazione, che ha ammesso che la storia era completamente infondata e che la donna in questione non esisteva. Vicars ricevette un assegno di £5.000 per danni.
Lasciò Dublino e si trasferì a Kilmorna, vicino a Listowel. Sposò Gertrude Wright a Ballymore, nella contea di Wicklow, il 4 luglio 1917. Continuò a lottare per la sua innocenza fino alla sua morte.

## Morte
Nel maggio 1920, un centinaio di uomini armati irrompero a Kilmorna House e tennero Vicars sotto tiro mentre tentaron di scassinare la cassaforte. Il 14 aprile 1921, fu preso da Kilmorna House e gettarono il corpo davanti alla moglie. Secondo il comunicato emesso dal castello di Dublino, trenta uomini armati lo buttarono giù dal letto e gli spararono, lasciandogli un cartello al collo che lo denunciavano come un informatore. Il 27 aprile, come una rappresaglia ufficiale, quattro negozi sono stati distrutti dalle forze della corona nella città di Listowel. Venne sepolto a Leckhampton.